# Nuno José de Moura Barreto
Nuno José Severo de Mendoza Rolim de Moura Barreto, primer duque de Loulé, segundo marqués de Loulé, noveno conde de Vale de Reis (6 de noviembre de 1804-22 de mayo de 1875), fue un político portugués líder del Partido Histórico y tres veces primer ministro de Portugal.
Nació el 6 de noviembre de 1804, en Lisboa en seno de una familia noble, fue hijo de Agostinho Domingos José de Mendoça Rolim de Moura Barreto, primer marqués de Loulé, y de su esposa Maria Margarida do Carmo de Menezes.

## Matrimonio y descendencia

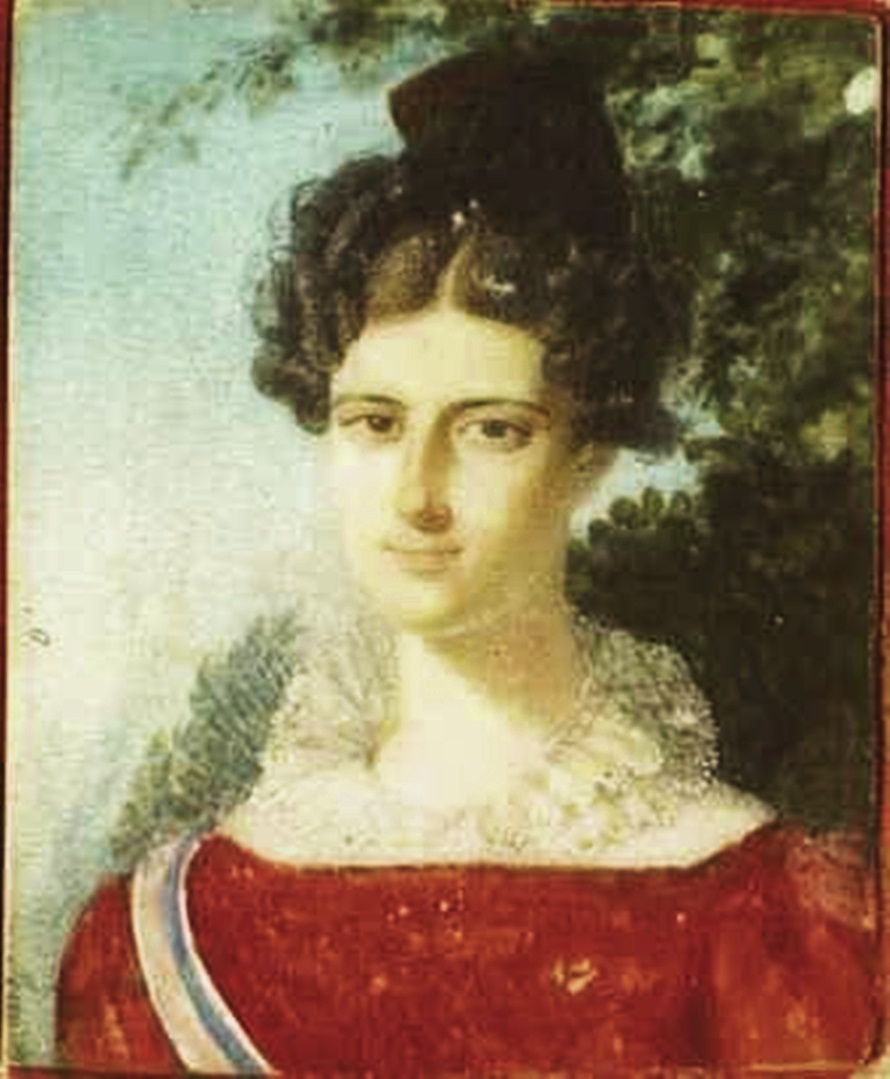
La Infanta Ana de Jesús María de Portugal, esposa de Nuno José

Se casó en el Palacio de Queluz el 5 de diciembre de 1827 con la Infanta Ana de Jesús María de Portugal, hija del rey Juan VI de Portugal y de su esposa la Infanta Carlota Joaquina de España, en el momento de la boda la Infanta estaba embarazada de su primera hija quien nació 22 días después del enlace. La pareja tuvo cinco hijos:
- Ana Carlota de Mendoza Rolim de Moura Barreto (1827-1893), desposada con Rodrigo de Sousa Coutinho Teixeira de Andrada Barbosa, III conde de Linhares, con descendencia.
- María del Carmen de Mendoza Rolim de Moura Barreto (1829-1907), desposada con Vasco António de Figueiredo Cabral da Câmara, III conde de Belmonte, con descendencia.
- Pedro José Agustino de Mendoza Rolim de Moura Barreto (1830-1909), después II duque de Loulé.
- María Amalia de Mendoza Rolim de Moura Barreto (1832-1880), desposada con Juan Salazar de Mascarenhas, con descendencia.[1][2] Entró en la vida religiosa tras separarse.
- Augusto Pedro de Mendoza de Moura Barreto (1835-1914), III conde de Azambuja, con descendencia.

## Honores
- Gran Cordón en la Orden de Leopoldo.[3]
- Miembro de la Orden Militar de Cristo.
- Miembro de la Orden de la Torre y de la Espada.